# 逃离恐怖岛
《逃离恐怖岛》是郑渊洁与敖幼祥画的漫画，内容主要以禁毒为题材和围绕一个恐怖岛。教育远离毒品、拒绝毒品的知识。于2006年出版。并有音乐剧在杭州首演。被誉为中国的哈里波特。
由深圳报业集团出版社出版。。

## 人物
- 小林
- 罗贝
- 张楠楠[13]